# Tlatelolco (estación)
Tlatelolco es una de las estaciones que forman parte del Metro de la Ciudad de México perteneciente, a la Línea 3. Se ubica al norte de la Ciudad de México, en la alcaldía Cuauhtémoc.

## Información general
El símbolo de la estación es la silueta de uno de los edificios más característicos de la unidad, la Torre Insignia, sede del Banco Nacional de Obras y Servicios Públicos (BANOBRAS), que tiene forma de triángulo isósceles. Este edificio tiene además en su punta un carillón de 47 campanas regalado a México por Bélgica.
Esta estación tiene la particularidad de estar incrustada en medio del Conjunto Urbano Nonoalco Tlatelolco, a diferencia de la mayoría que se ubica sobre grandes avenidas de forma completamente subterránea, teniendo un solo acceso de forma superficial con dos entradas, una con salida a la avenida Manuel González y la otra hacia una explanada de la unidad habitacional. Destaca también el diseño art-decó de la estación, con hermosos vitrales sobre las taquillas, mismos que se conservan a pesar del deterioro exterior del pequeño edificio. 
Tlatelolco funcionó como terminal norte de la línea 3 desde su inauguración en noviembre de 1970, formando el tramo inicial Tlatelolco-Hospital General, hasta que en agosto de 1978 fue ampliada a La Raza.

### Patrimonio

#### Murales
La estación está decorada por un mural titulado “El Andén de los Ouróboros”, del artista plástico Marco Zamudio; donde se muestran personas en escenas de la vida cotidiana en el Metro.

### Afluencia
En 2014, Tlatelolco registró 19,202 pasajeros en promedio en día laborable.
| Tipo de día   | Afluencia promedio |
| ------------- | ------------------ |
| Día festivo   | 9,190              |
| Día laboral   | 19,202             |
| Fin de semana | 14,636             |
| Anual         | 17,654             |

Así se ha visto la afluencia de la estación en los últimos 10 años:
| Afluencia Anual de Pasajeros | Afluencia Anual de Pasajeros | Afluencia Anual de Pasajeros | Afluencia Anual de Pasajeros | Afluencia Anual de Pasajeros | Afluencia Anual de Pasajeros |
| ---------------------------- | ---------------------------- | ---------------------------- | ---------------------------- | ---------------------------- | ---------------------------- |
| Año                          | Afluencia                    | A Diario                     | Ranking                      | Incremento                   | Ref.                         |
| 2023                         | 5,505,564                    | 15,083                       | 83°/187                      | +7.20%                       | [ 3 ]                        |
| 2022                         | 5,135,910                    | 14,070                       | 86°/175                      | +49.99%                      | [ 3 ]                        |
| 2021                         | 3,424,240                    | 9,381                        | 90°/195                      | -22.50%                      | [ 4 ]                        |
| 2020                         | 4,418,457                    | 12,072                       | 79°/195                      | -41.57%                      | [ 5 ]                        |
| 2019                         | 7,562,593                    | 20,719                       | 84°/195                      | +3.27%                       | [ 6 ]                        |
| 2018                         | 7,323,374                    | 20,064                       | 90°/195                      | -1.15%                       | [ 7 ]                        |
| 2017                         | 7,408,684                    | 20,297                       | 86°/195                      | -5.71%                       | [ 8 ]                        |
| 2016                         | 7,857,136                    | 21,467                       | 83°/195                      | -2.48%                       | [ 9 ]                        |
| 2015                         | 8,057,191                    | 22,074                       | 77°/195                      | +3.09%                       | [ 10 ]                       |
| 2014                         | 7,815,836                    | 21,413                       | 83°/195                      | -7.17%                       | [ 11 ]                       |

## Conectividad

### Salidas
- Sur: Explanada de la Unidad Habitacional Nonoalco-Tlatelolco.
- Norte: Eje 2 Norte Avenida Manuel González, Colonia Unidad Habitacional Nonoalco-Tlatelolco.

### Conexiones
- Línea 3 del Metrobús.

## Sitios de interés
- Conjunto Urbano Nonoalco Tlatelolco
- Plaza de las Tres Culturas
- Centro Cultural Universitario Tlatelolco
- M68 Memorial del 68 y Movimientos Sociales
- Torre Insignia
- Teatro Ferrocarrilero "Gudelio Morales"